# Wulfstan iz Hedebyja
Wulfstan iz Hedebyja je bil popotnik in trgovec iz poznega 9. stoletja. Njegovi popotni zapisi in zapisi trgovca Ohthereja iz Hålogalanda, so bili vključeni v Staroangleški Orozij. Ali je bil Wulfstan Anglež ali je bil iz Hedebyja v Schleswigu v današnji severni Nemčiji, še vedno ni jasno. Okoli leta 880 se je odpravil na potovanje po morju iz Hedebyja v prusko trgovsko središče Truso in zapisoval imena dežel, mimo katerih je plul.
Od Haethuma do Trusa smo pripluli v sedmih dneh in nočeh in ladja je vso pot plula z jadri. Weonodland je bil na moji desni, Langland,  Laeland (Lolland), Falster in Sconey (Scania) pa na moji levi. Vsa ta ozemlja so pripadala Danski. Potem sem  imel na svoji levi deželo Burgundijcev (Bornholm), ki so imeli svojega kralja. Potem, po deželi Burgundijcev, smo imeli na naši levi dežele, ki so se od najzgodnejših časov imenovale Blekingey (Blekinge) in Meore (Möre)  in Eowland (Öland)  in Gotland, katerih vse ozemlje je podvrženo Sweonom (Švedi),  in Veonodland (dežela Vendov) je bila vso pot na naši desni, vse do ustja Weissel.
V njegovih zapisih je najzgodnejša zabeležena raba besede Danska (Danemearcan). V Wulfstanovem bededilu  je tudi ena najzgodnejših potrditev edinstvenih izročil in običajev zahodnih Baltov – Prusov, imenovanih Estum, in njihove dežele, ki se v njegovem besedilu imenuje Witland. Namen njegovega  potovanja ostaja nejasen. Po eni od hipotez je bil kralj Alfred zainteresiran za pridobitev zaveznikov proti Vikingom in je zato morebitne zaveznike videl morda v Prusih (Aestih).

## Sklic
1. ↑  Hakluyt, Richard (1893).  Morley, Henry (ur.). The Discovery of Muscovy. From the Collections of Richard Hakluyt. With the Voyages of Ohthere and Wulfstan from King Alfred’s Orosius. Cassell & Company, Ltd.